# District historique de Bethlehem Middle Works
Le District historique de Bethlehem Middle Works, connu également sous les noms de Estate Bethlehem Middle Works et de Bethlehem Middle Works, est un district historique faisant 14 hectares de Sainte-Croix, dans les Îles Vierges des États-Unis. Il est inscrit au Registre national des lieux historiques depuis 1988.

## Historique
Il s'agissait d'une plantation de canne à sucre où il est possible de voit les ruines d'une maison de surveillant (vers 1820), d'un moulin à vent, d'un site d’élevage d'animaux, d'une usine à vapeur, d'un village d'esclaves, de quartiers de travailleurs, d'une citerne, d'un enclos pour les animaux, des écuries et une « grande maison ».